# 真壁 (建築)

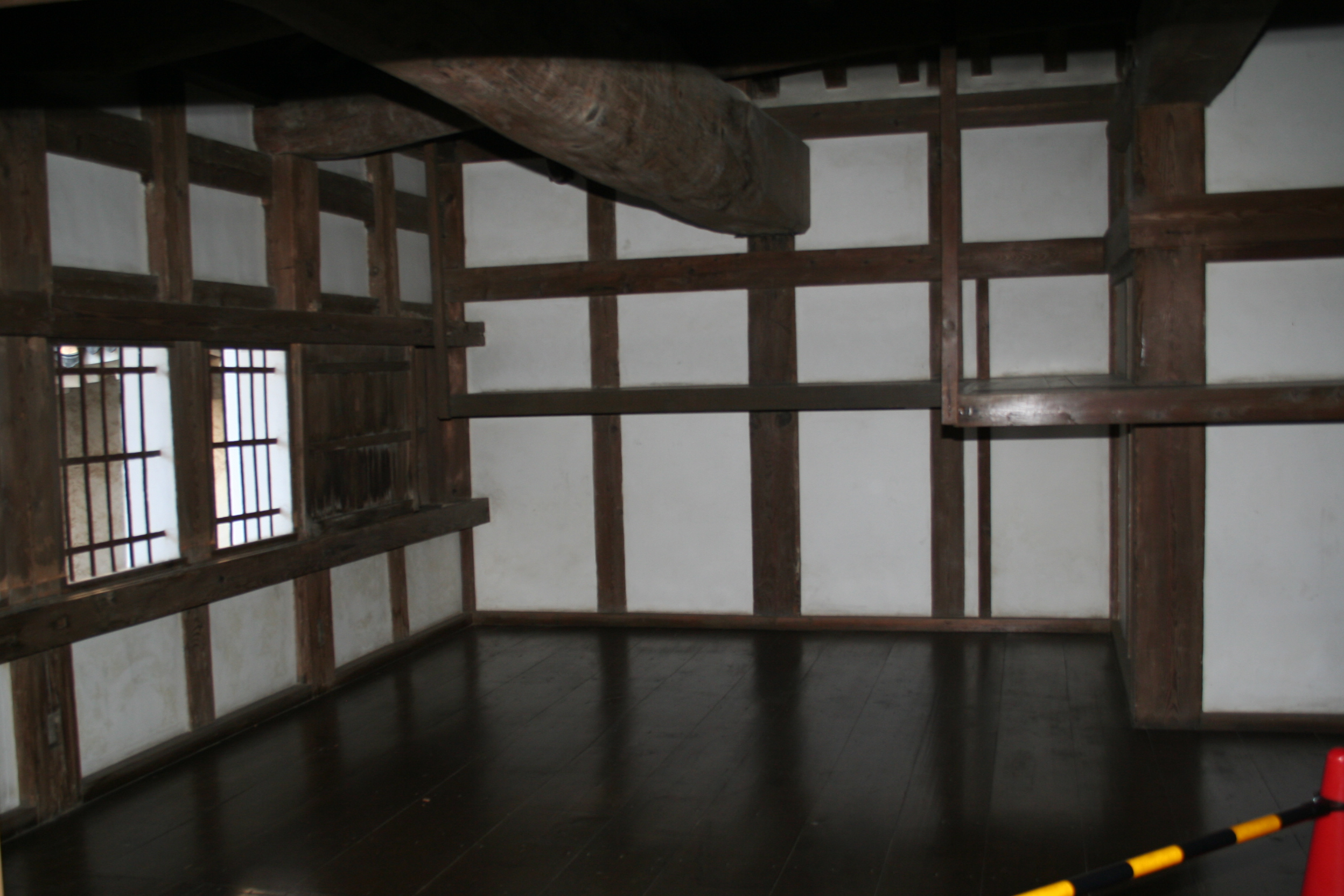
兵庫県姫路市・姫路城の乾小天守1階内部の真壁。

真壁（しんかべ）は、壁沿いの柱を土などの仕上げ材で完全に覆わず、壁の合間に柱を露出させた様式の壁を示す建築用語。「大壁」との対比として用いられる。日本では、主に和室や数寄屋造り・書院造りなどの伝統建築（古民家など）に見ることができ、これを用いた建築を「真壁造り」とも言う。外装仕上げに対しても用いられる。

## 構造
真壁は、壁沿いの柱を外側から見えるようにした壁で、柱を仕上げ材で完全に覆って外側から見えなくする「大壁」と対比的に用いられる名称である。
日本の真壁には、塗壁と張り壁の二つがある。
塗り壁とする場合、柱の間に大壁のものより細い間柱を立て、下から地貫-胴貫-内法貫-天井貫を土台と平行方向に適切な間隔でかける。竹製の格子（小舞）を組み、縄などで縛り固定し下地としたもの（小舞下地）か、直接ラスボート（塗壁用の石膏ボード）等を張ったもの（石膏ボード下地）の上に漆喰などを塗り重ねることが多い。小舞を組む場合は壁土を塗った（下塗）上に中塗-上塗（仕上げ）を行うことが多い。
張り壁とする場合、柱の間に大壁のものより細い間柱を立て、等間隔に接合部の下地となる胴貫と中間の下地である胴縁を土台と平行方向に適切な間隔でかける。石膏ボードや下地合板などを張り、壁紙を張って仕上げる。
何れも、天井との境に天井回り縁、床との境に、幅木、和風の床などでは雑巾摺り、畳敷きの場合は畳寄せが付けられる。普通、大壁で隠れてしまう鴨居や敷居も露出する。普通鴨居がなくてもよい場所にも付け鴨居という装飾材が付けられる。その上に長押を付けると本格的な和室となる。

## 外壁の真壁
外壁を真壁とする場合、隅柱や露出させたい柱を外に出るように配置するか、他より大きな柱とする必要がある。板状の部材を元の柱か大壁仕上げの壁に取り付けて（付け柱）真壁に見せることもある。また、露出した柱も漆喰などで塗ごめた場合にも真壁造り（総塗籠造）ということがある。城郭建築では長押や柱をそのように塗ごめて形を出させるので長押形（なげしがた）という。欧米などでも伝統的なイメージとして定着している。

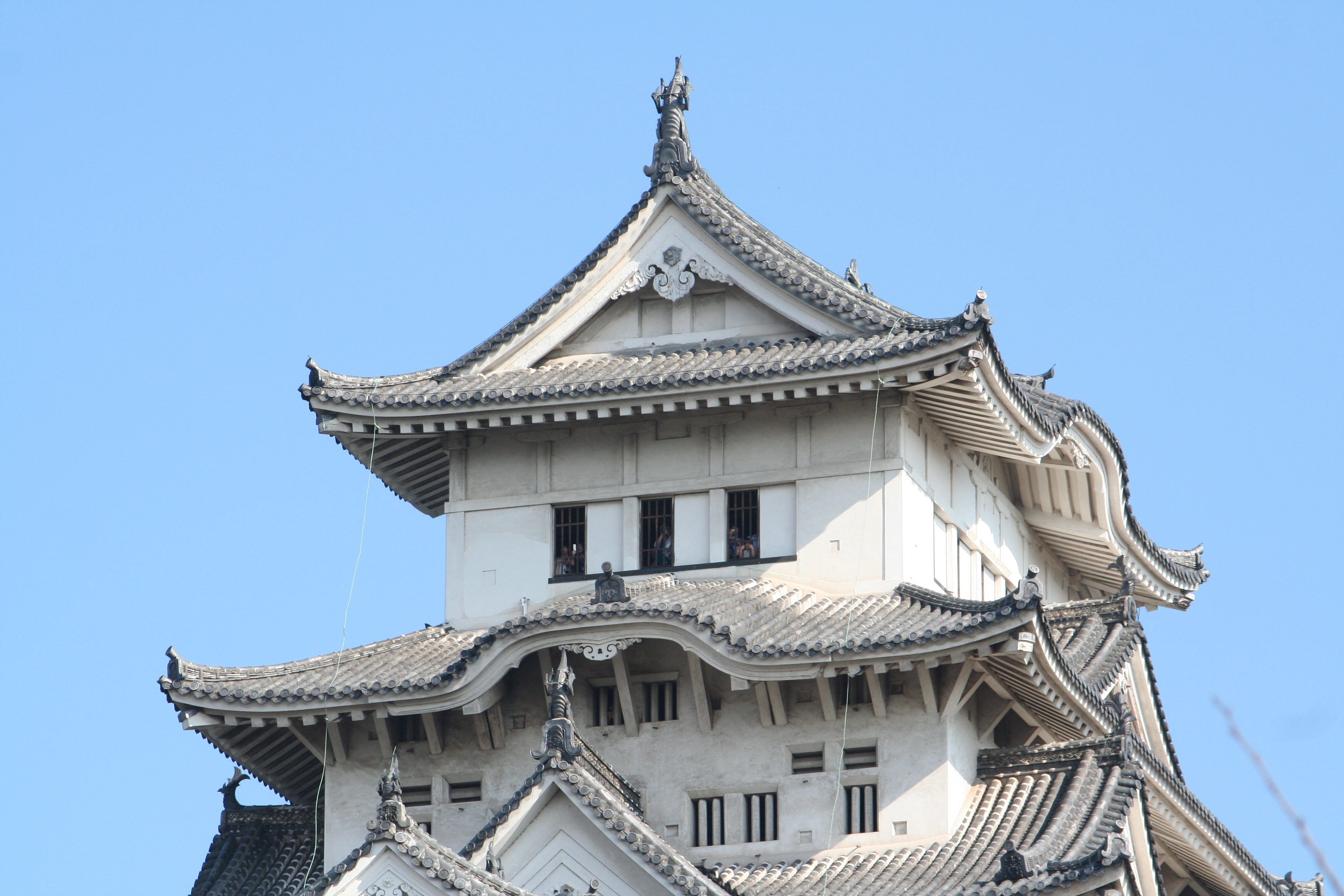
総塗籠造の姫路城・大天守最上階部分（下層は大壁）
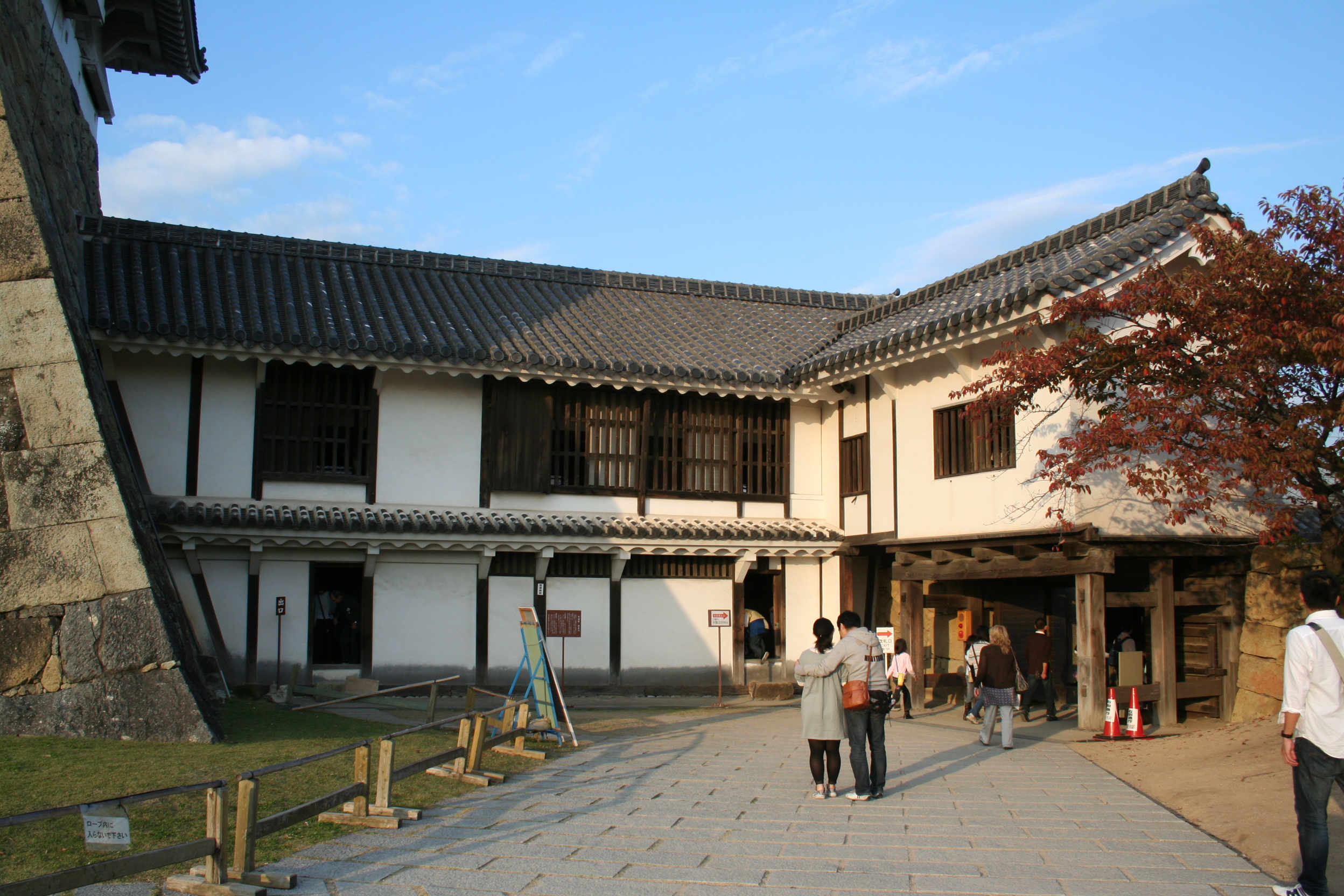
姫路城・折廻櫓（柱は塗り籠め無し）
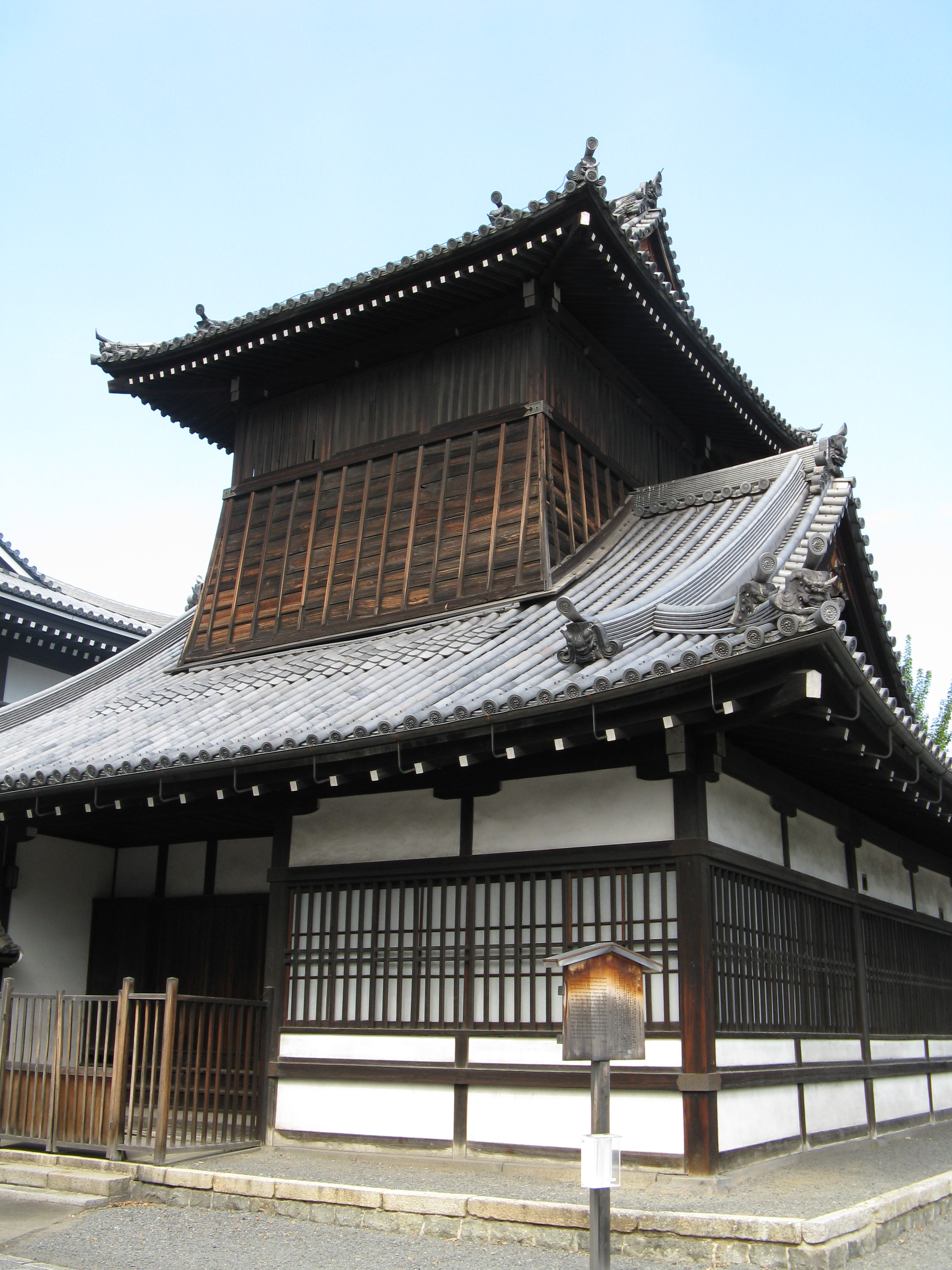
西本願寺・太鼓楼（1階は真壁、2階は板張り）
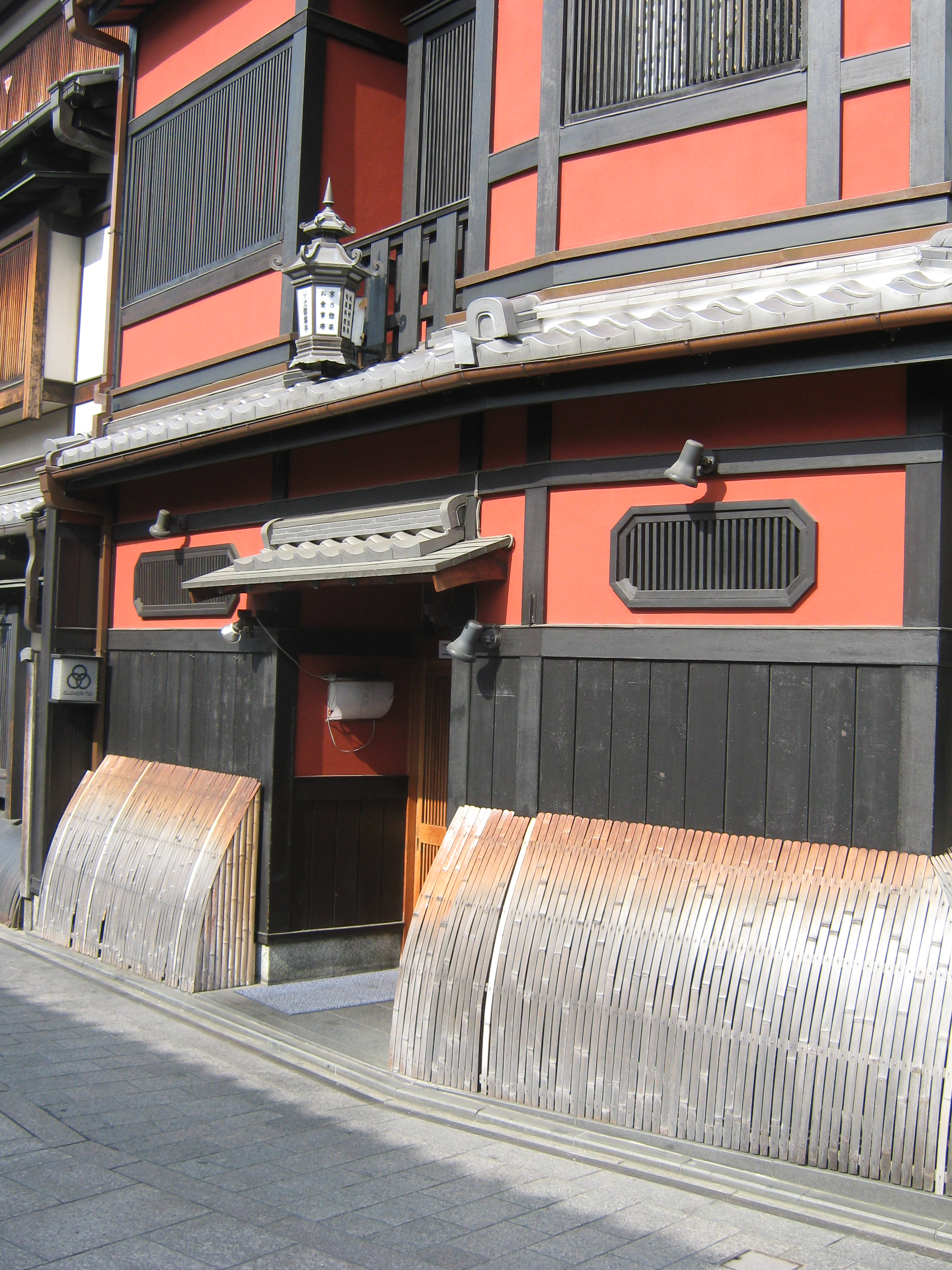
京都市の京町屋外壁
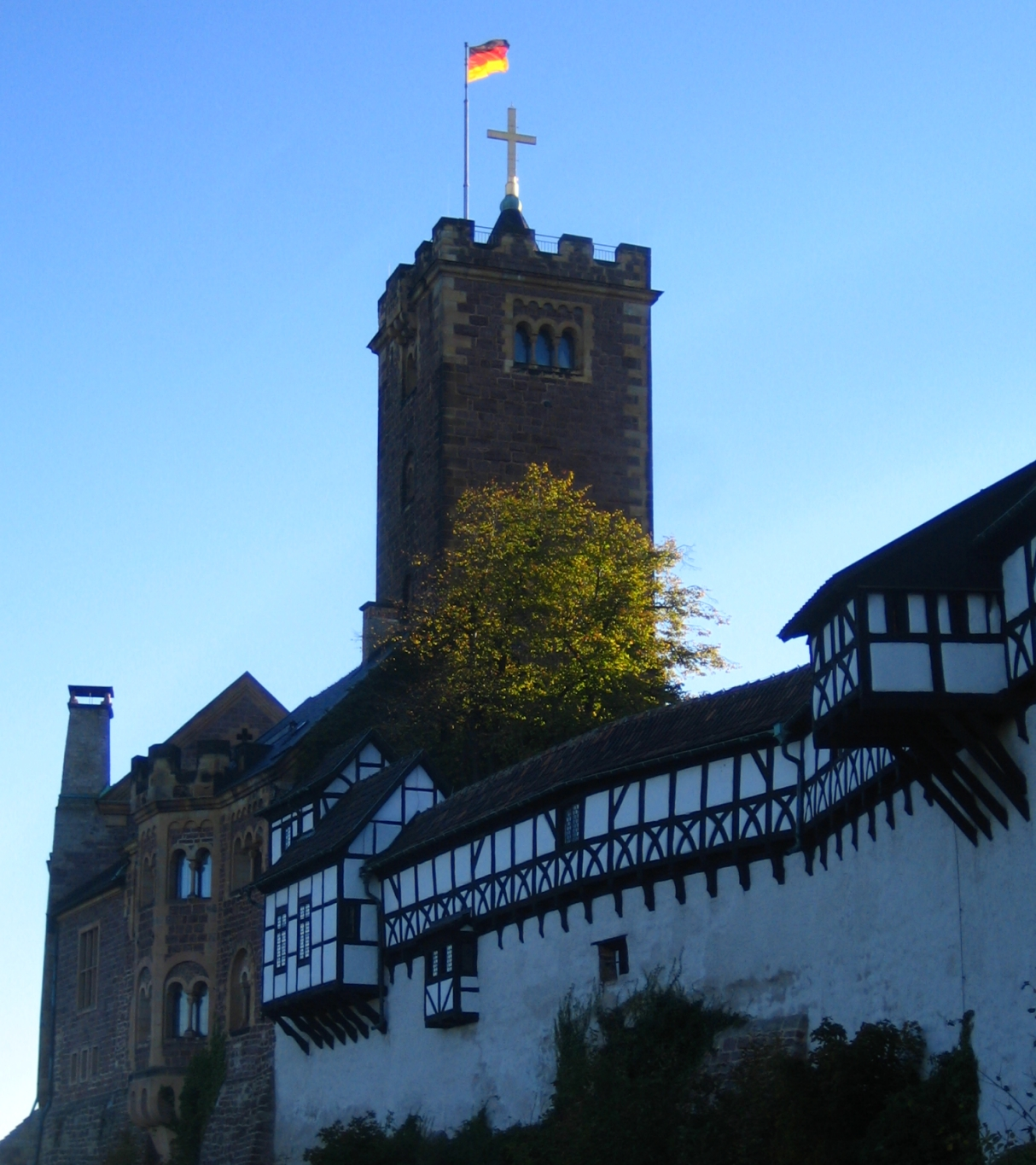
ドイツ・ヴァルトブルク城